# LUX 012
LUX 012 fue un evento de artes marciales mixtas producido por LUX Fight League, que se llevó a cabo el 12 de marzo de 2021 en el Showcenter Complex de Monterrey, Nuevo León, México.

## Antecedentes
El evento estelar conto con una pelea por el Campeonato de Peso Pluma de LUX entre el campeón Diego Lopes y Masio Fullen.
Otra pelea pactada para este evento fue la primera de las dos semifinales del torneo Guerreras LUX en busca del título peso paja femenil: Saray Orozco vs. Alejandra Orozco.

## Resultados
1. ↑  Por el Campeonato de Peso Pluma de LUX
2. ↑  Semifinal del Torneo Guerreras LUX

## Torneo Guerreras LUX
|  | Cuartos de final (LUX 009/LUX 010) | Cuartos de final (LUX 009/LUX 010) | Cuartos de final (LUX 009/LUX 010) |              |                  | Semifinales (LUX 012/LUX 013) | Semifinales (LUX 012/LUX 013) | Semifinales (LUX 012/LUX 013) |  |              | Final (LUX 015) | Final (LUX 015) | Final (LUX 015) |  |
|  |                                    |                                    |                                    |              |                  |                               |                               |                               |  |              |                 |                 |                 |  |
|  |                                    |                                    |                                    |              |                  |                               |                               |                               |  |              |                 |                 |                 |  |
|  | Yaneth Vidal                       | Yaneth Vidal                       | DD                                 |              |                  |                               |                               |                               |  |              |                 |                 |                 |  |
|  | Yaneth Vidal                       | Yaneth Vidal                       | DD                                 |              |                  |                               |                               |                               |  |              |                 |                 |                 |  |
|  | Ana Guerrero                       | Ana Guerrero                       | 5:00                               |              |                  |                               |                               |                               |  |              |                 |                 |                 |  |
|  | Ana Guerrero                       | Ana Guerrero                       | 5:00                               |              | Yaneth Vidal     | Yaneth Vidal                  | -                             |                               |  |              |                 |                 |                 |  |
|  |                                    |                                    |                                    |              | Yaneth Vidal     | Yaneth Vidal                  | -                             |                               |  |              |                 |                 |                 |  |
|  |                                    |                                    | Tania Torres                       | Tania Torres | -                |                               |                               |                               |  |              |                 |                 |                 |  |
|  | Tania Torres                       | Tania Torres                       | Tania Torres                       | Tania Torres | -                | DU                            |                               |                               |  |              |                 |                 |                 |  |
|  | Tania Torres                       | Tania Torres                       |                                    |              |                  |                               |                               |                               |  |              |                 |                 |                 |  |
|  | Laura Zamora                       | Laura Zamora                       | 5:00                               |              |                  |                               |                               |                               |  |              |                 |                 |                 |  |
|  | Laura Zamora                       | Laura Zamora                       | 5:00                               |              |                  |                               |                               |                               |  | Vidal/Torres | Vidal/Torres    | -               |                 |  |
|  |                                    |                                    |                                    |              |                  |                               |                               |                               |  | Vidal/Torres | Vidal/Torres    | -               |                 |  |
|  |                                    |                                    | Saray Orozco                       | Saray Orozco | -                |                               |                               |                               |  |              |                 |                 |                 |  |
|  | Alejandra Orozco                   | Alejandra Orozco                   | Saray Orozco                       | Saray Orozco | -                | DU                            |                               |                               |  |              |                 |                 |                 |  |
|  | Alejandra Orozco                   | Alejandra Orozco                   |                                    |              |                  |                               |                               |                               |  |              |                 |                 |                 |  |
|  | Judith Bolaños                     | Judith Bolaños                     | 5:00                               |              |                  |                               |                               |                               |  |              |                 |                 |                 |  |
|  | Judith Bolaños                     | Judith Bolaños                     | 5:00                               |              | Alejandra Orozco | Alejandra Orozco              | DU                            |                               |  |              |                 |                 |                 |  |
|  |                                    |                                    |                                    |              | Alejandra Orozco | Alejandra Orozco              | DU                            |                               |  |              |                 |                 |                 |  |
|  |                                    |                                    | Saray Orozco                       | Saray Orozco | 5:00             |                               |                               |                               |  |              |                 |                 |                 |  |
|  | Saray Orozco                       | Saray Orozco                       | Saray Orozco                       | Saray Orozco | 5:00             | DU                            |                               |                               |  |              |                 |                 |                 |  |
|  | Saray Orozco                       | Saray Orozco                       |                                    |              |                  |                               |                               |                               |  |              |                 |                 |                 |  |
|  | Yajáira Romo                       | Yajáira Romo                       | 5:00                               |              |                  |                               |                               |                               |  |              |                 |                 |                 |  |
|  | Yajáira Romo                       | Yajáira Romo                       | 5:00                               |              |                  |                               |                               |                               |  |              |                 |                 |                 |  |
|  |                                    |                                    |                                    |              |                  |                               |                               |                               |  |              |                 |                 |                 |  |